# Lujo Brentano
Ludwig Joseph Brentano (Aschaffenburg, 19 dicembre 1844 – Monaco di Baviera, 9 settembre 1931) è stato un economista e politico tedesco.

## Biografia
Lujo Brentano nacque in una famiglia tedesca cattolica di origine italiana, all'interno della quale troviamo diverse figure di spicco del mondo intellettuale tedesco: tra gli zii paterni vi erano Clemens Brentano e Bettina von Arnim, mentre il fratello maggiore era il filosofo e filologo Franz Brentano.
Dopo aver frequentato il ginnasio ad Augsburg e Aschaffenburg, Brentano studiò presso le università di Dublino, Münster, Monaco di Baviera, Heidelberg (Dr. iur., 1866), Würzburg, Göttingen (Dr. phil., 1867) e Berlino (abilitazione in scienze politiche, 1871, conseguita sotto la guida di Adolph Wagner). Durante tale periodo fu membro dell'associazione studentesca AGV München, facente parte della Sondershäuser Verband. Fu docente presso le università di Breslavia (1872-1882), Strasburgo (1882-1888), Vienna (1888-1889), Lipsia (1889-1891) e infine Monaco di Baviera (1891-1916). Sposò nel 1874 Valeska Erbreich (13 gennaio 1851-28 ottobre 1918) con cui ebbe una figlia, Sophie (1874-1956). Brentano ebbe anche una relazione con la scrittrice Irene Forbes-Mosse.
Brentano appartenne al gruppo dei cosiddetti Kathedersozialisten, gruppo di socialisti gradualisti; fu inoltre membro fondatore della Verein für Sozialpolitik nonché uno degli esponenti più significativi della Scuola storica tedesca.
A partire dal 1898 Brentano pubblicò articoli di politica sociale ed economica sul giornale di Theodor Barth, Die Nation; dal 1901 iniziò una simile collaborazione con il settimanale Die Hilfe di Friedrich Naumann. Nonostante non avesse ancora aderito al alcun partito Brentano esercitò una significativa influenza sull'Associazione Liberale di Barth e sull'Associazione Nazional Sociale di Naumann. Assieme a Gerhart von Schulze-Gaevernitz ebbe un ruolo importante nel processo di fusione tra i due gruppi avvenuto nel 1903 che diede vita ad un moderno partito di massa, del quale egli entrò a far parte. 
Nel 1914 Brentano fu tra i firmatari del Manifesto dei Novantatré; in seguito si dissociò tuttavia da tale iniziativa. In occasione del suo settantesimo compleanno Brentano venne omaggiato con una Festschrift. In seguito alla Rivoluzione di novembre Brentano collaborò brevemente con il governo di Kurt Eisner. In occasione del suo ottantesimo compleanno il suo allievo Joseph Eßlen gli dedicò la sua opera Politik des auswärtigen Handels (1925). Nel 1928 Brentano ricevette l'Ordine di Massimiliano per le scienze e le arti. Lujo Brentano morì il 9 settembre del 1931 a Monaco di Baviera, venendo sepolto secondo le sue volontà nel lotto di famiglia presso il cimitero vecchio di Aschaffenburg.

## Influenza
L'importanza storica di Brentano risiede nel ruolo avuto nella definizione del concetto di economia sociale di mercato nonché nell'influenza direttamente esercitata su diverse future figure di rilievo della Repubblica Federale Tedesca (tra questi Theodor Heuss, il quale fu suo studente e ebbe Brentano quale relatore della propria tesi di dottorato). Tra gli altri studenti di Brentano troviamo inoltre futuri personaggi di spicco del mondo accademico quali Arthur Salz, Robert René Kuczynski, Werner Hegemann e Hans Ehrenberg. Il giapponese Fukuda Tokuzō (1874-1930, studente di Brentano tra il 1898 e il 1901, in seguito professore presso l'Università Hitotsubashi e l'Università Keio), trasmise il pensiero di Brentano in Giappone, utilizzandolo in chiave antimarxista nello studio delle scienze sociali; nel contesto giapponese fu significativo il suo dibattito con Kawakami Hajime sulla natura del capitalismo.

## Opere
- Die Arbeitergilden der Gegenwart. 2 voll. (Leipzig 1871 und 1872): Duncker & Humblot (vol. 1 & 2); nuova edizione (Boston 2002): Adamant.
- Die 'wissenschaftliche' Leistung des Herrn Ludwig Bamberger. Ein Nachspiel zu meinen 'Arbeitergilden der Gegenwart. Leipzig : Duncker & Humblot, 1873.
- Die Arbeiterversicherung gemäß der heutigen Wirtschaftsordnung. (Leipzig 1879): Duncker & Humblot.
- Meine Polemik mit Karl Marx. Zugleich ein Beitrag zur Frage des Fortschritts der Arbeiterklasse und seiner Ursachen. (Berlin 1890): Walther & Apolant; nuova edizione (Londra 1976): Slienger.
- Arbeitseinstellungen und Fortbildung des Arbeitsvertrags. (Leipzig 1890): Duncker & Humblot.
- Ethik und Volkswirtschaft in der Geschichte. (München 1901): Wolf; nuova edizione (Paderborn 2011): Salzwasser.
- Versuch einer Theorie der Bedürfnisse. (München 1908): Bayerische Akademie der Wissenschaften; nuova edizione (Saarbrücken 2006): Müller.
- Wie studiert man Nationalökonomie. (München 1919): Reinhardt.
- Die Urheber des Weltkriegs. (München 1922, 2. Auflage): Drei Masken Verlag.
- Der wirtschaftende Mensch in der Geschichte. (Leipzig 1923): Meiner; nuova edizione a cura di Richard Bräu e Hans G. Nutzinger (Marburg 2008): Metropolis.
- Konkrete Bedingungen der Volkswirtschaft. (Leipzig 1924): Meiner; nuova edizione a cura di Hans G. Nutzinger (Marburg 2003): Metropolis.
- Das Wirtschaftsleben der antiken Welt. (Jena 1929): Fischer.
- Mein Leben im Kampf um die soziale Entwicklung Deutschlands. (Jena 1931): Diederichs; nuova edizione a cura di Richard Bräu e Hans G. Nutzinger (Marburg 2004): Metropolis.
- Der tätige Mensch und die Wissenschaft von der Wirtschaft. Schriften zur Volkswirtschaftslehre und Sozialpolitik (1877–1924). nuova edizione a cura di Richard Bräu e Hans G. Nutzinger (Marburg 2006): Metropolis.